# Municipio de Sparta (Nueva Jersey)
El municipio de Sparta (en inglés: Sparta Township) es un municipio ubicado en el condado de Sussex en el estado estadounidense de Nueva Jersey. En el año 2007 tenía una población de 19,198 habitantes y una densidad poblacional de 187 personas por km².

## Geografía
El municipio de Sparta se encuentra ubicado en las coordenadas 41°2′18″N 74°37′56″O / 41.03833, -74.63222.

## Demografía
Según la Oficina del Censo en 2000 los ingresos medios por hogar en el municipio eran de $89,835 y los ingresos medios por familia eran $100,658. Los hombres tenían unos ingresos medios de $74,293 frente a los $39,349 para las mujeres. La renta per cápita para la localidad era de $36,910. Alrededor del 1.5% de la población estaba por debajo del umbral de pobreza.